# Taxiarc
Un taxiarc o taxiarca (en grec antic ταξίαρχος, en llatí taxiarchus) era un oficial militar d'Atenes, proper al rang d'estrateg; eren també, com els estrategs, deu en nombre un per cada tribu, i eren escollits de la mateixa manera que els estrategs.
En temps de guerra cadascun dirigia la infanteria de la seva tribu i sovint eren cridats pels estrategs per participar en els consells de guerra; en temps de pau ajudaven als estrategs en la lleva de soldats i en preparar els registres dels qui estaven obligats a complir el servei.
Del seu comandament els taxiarcs eren anomenats τάξεις ("tàxeis") que era també el nom de la principal divisió dels hoplites atenencs, i n'hi havia doncs deu, però cadascuna tenia un nombre variable de soldats o variava segons la guerra. Aquesta divisió en altres estats grecs corresponia a una fracció més petita de tropes.
Els λόχος ("lókhos") eren una subdivisió dels τάξεις, i els seus caps, λοχαγοὶ ("lokhogoì") eren nomenats segurament pels taxiarcs.